# Arrondissement Draguignan
Draguignan is een arrondissement van het Franse departement Var in de regio Provence-Alpes-Côte d'Azur. De onderprefectuur is Draguignan.

## Kantons
Het arrondissement was tot 2014 samengesteld uit de volgende kantons:
- Kanton Callas
- Kanton Comps-sur-Artuby
- Kanton Draguignan
- Kanton Fayence
- Kanton Fréjus
- Kanton Grimaud
- Kanton Lorgues
- Kanton Le Luc
- Kanton Le Muy
- Kanton Saint-Tropez
- Kanton Salernes
- Kanton Saint-Raphaël

Na de herindeling van de kantons bij decreet van 27 februari 2014, met uitwerking op 22 maart 2015 omvat het de volgende kantons:
- Kanton Brignoles ( deel 1/12 )
- Kanton La Crau  ( deel 1/6 )
- Kanton Draguignan
- Kanton Flayosc  ( deel 20/34 )
- Kanton Fréjus
- Kanton Le Luc ( deel 1/11 )
- Kanton Roquebrune-sur-Argens
- Kanton Saint-Raphaël
- Kanton Sainte-Maxime
- Kanton Vidauban